# Pimen (Biełolikow)
Pimen, imię świeckie Piotr Zacharewicz Biełolikow (ur. 24 października?/5 listopada 1879 w Wasiliewskim, zm. 16 listopada 1918 w okolicach Wiernego) – biskup Rosyjskiego Kościoła Prawosławnego. Jeden z nowomęczenników rosyjskich.

## Życiorys

### Młodość i działalność misyjna
Urodził się w rodzinie kapłana prawosławnego. Jego oboje rodzice pochodzili z rodzin, w których tradycją było wstępowanie mężczyzn do stanu duchownego. W domu rodzinnym często gościł m.in. późniejszy święty prawosławny Jan Kronsztadzki. W 1900 Piotr Biełolikow ukończył seminarium duchowne w Nowogrodzie, po czym udał się na wyższe studia teologiczne w Kijowskiej Akademii Duchownej. W 1904 ukończył je jako jeden z lepszych studentów. Rok wcześniej, 7 sierpnia 1903, złożył wieczyste śluby zakonne, przyjmując imię zakonne Pimen na cześć świętego mnicha Pimena Postnika. Jego ojciec duchowy, metropolita kijowski i halicki Flawian, skierował go do pracy duszpasterskiej w ramach rosyjskiej misji prawosławnej w Persji. 3 czerwca 1904 mnich Pimen przyjął święcenia kapłańskie.
Hieromnich Pimen (Biełolikow) przebywał na misji przez dziewięć lat. Nauczył się języka staro- i nowosyryjskiego oraz miejscowych dialektów. Większość pracy prowadził wśród wyznawców Asyryjskiego Kościoła Wschodu, nakłaniając ich do odchodzenia od nestorianizmu i przyjmowania prawosławia. Zakonnik wykładał w szkole prowadzonej przez misjonarzy, tłumaczył teksty syryjskie i wydawał pismo misyjne Prawosławna Urmia.
W 1911 został rektorem Aleksandrowskiego seminarium duchownego w Ardonie, z godnością archimandryty. Po roku złożył prośbę o pozwolenie na powrót do pracy misyjnej. Podjął również korespondencję z Mikołajem (Kasatkinem), prowadzącym pracę misyjną w Japonii. Prośba o zgodę na powrót do Persji została udzielona i archimandryta Pimen w 1912 wrócił do misji. Przebywał tam do zawieszenia jej działania w 1914. W roku tym udał się do Permu jako rektor miejscowego seminarium duchownego. W Permie został bliskim współpracownikiem biskupa Andronika (Nikolskiego).

### Biskup
6 sierpnia 1916 w Piotrogrodzie miała miejsce jego chirotonia na biskupa salmaskiego, co oznaczało objęcie jednej z eparchii założonych przez misję perską. Jej działalność praktycznie zamarła dwa lata wcześniej, instytucje powołane do życia przez misję już nie istniały. W związku z tym po roku biskup Pimen złożył prośbę o przeniesienie i został skierowany do eparchii turkiestańskiej i taszkenckiej, jako jej wikariusz (z tytułem biskupa wierneńskiego). Do Wiernego dotarł 11 października 1917.
Hierarcha cieszył się ogromną popularnością wśród wiernych. Po rewolucji październikowej występował przeciwko postanowieniom władz bolszewickich o usunięciu nauczania religii ze szkół i o ślubach cywilnych. W swoich kazaniach i publikowanych tekstach reprezentował postawę jednoznacznie antybolszewicką i przychylną wobec ruchu Białych. W sierpniu 1918 potępił rozstrzelanie zdetronizowanego cara Mikołaja II, jego żony Aleksandry, córek Olgi, Tatiany, Marii i Anastazji i syna Aleksego.

### Śmierć i upamiętnienie
16 listopada 1918 biskup Pimen został aresztowany przez grupę czerwonoarmistów z oddziału Mamontowa. Po drodze z Wiernego napastnicy zastrzelili go. Na wieść o zabójstwie popularnego biskupa mieszkańcy miasta zorganizowali mityng, domagając się wydania jego ciała. Następnie zostało ono w tajemnicy pochowane w pobliżu soboru Wniebowstąpienia Pańskiego.
W 1997 biskup Pimen (Biełolikow) został kanonizowany. Trzy lata później Sobór Biskupów Rosyjskiego Kościoła Prawosławnego zaliczył go do Soboru Nowomęczenników i Wyznawców Rosyjskich. Na miejscu jego śmierci w uroczysku Bauma został wzniesiony granitowy obelisk. W pobliżu soboru Wniebowstąpienia Pańskiego wzniesiono kaplicę pod jego wezwaniem.

## Rodzina
Jego kuzyn Fiłosof także został duchownym prawosławnym. Jako biały duchowny służył w latach 1885–1918 w cerkwiach Petersburga, został zamordowany w 1918 przez Czeka na fali czerwonego terroru. W 2000 kanonizowany.